# Alland'Huy
Alland'Huy est une localité d'Alland'Huy-et-Sausseuil et une ancienne commune française, située dans le département des Ardennes en région Grand Est.
L'ancienne commune fucionne avec la commune voisine de Sausseuil, en 1828, pour former la commune d'Alland'Huy-et-Sausseuil.

## Histoire
L'ancienne commune fucionne avec la commune voisine de Sausseuil, en 1828, pour former la commune d'Alland'Huy-et-Sausseuil en devenant le chef-lieu de la commune.

## Administration
| Période                                  | Période | Identité | Étiquette | Qualité |
| ---------------------------------------- | ------- | -------- | --------- | ------- |
| Les données manquantes sont à compléter. |         |          |           |         |
|                                          |         |          |           |         |

## Démographie
| 1793 | 1800 | 1806 | 1821 |
| ---- | ---- | ---- | ---- |
| 385  | 399  | 449  | 493  |

Histogramme

(élaboration graphique par Wikipédia)